# Dorothea von Flüe
Dorothea von Flüe (Dorothea Wyss[in]; * um 1430–1432 in Obwalden; † nach 1487 in Sachseln) war die Ehefrau des Einsiedlers Niklaus von Flüe.

## Leben
Über ihr Leben ist aus zeitgenössischen Quellen wenig bekannt. Mit etwa 14 Jahren soll Dorothea den 25 Jahre alten Niklaus geheiratet haben. Mit ihrem Einverständnis verabschiedete sich ihr Mann Niklaus 1467 aus der Familie und lebte anschliessend als Eremit.
In der ältesten Biografie des Bruder Klaus wird sie 1488 als gottesfürchtig und ausgesprochen fromm beschrieben. Ihr Vor- und ihr Nachname wurden erst 1501 und 1529 erstmals erwähnt.

## Rezeption

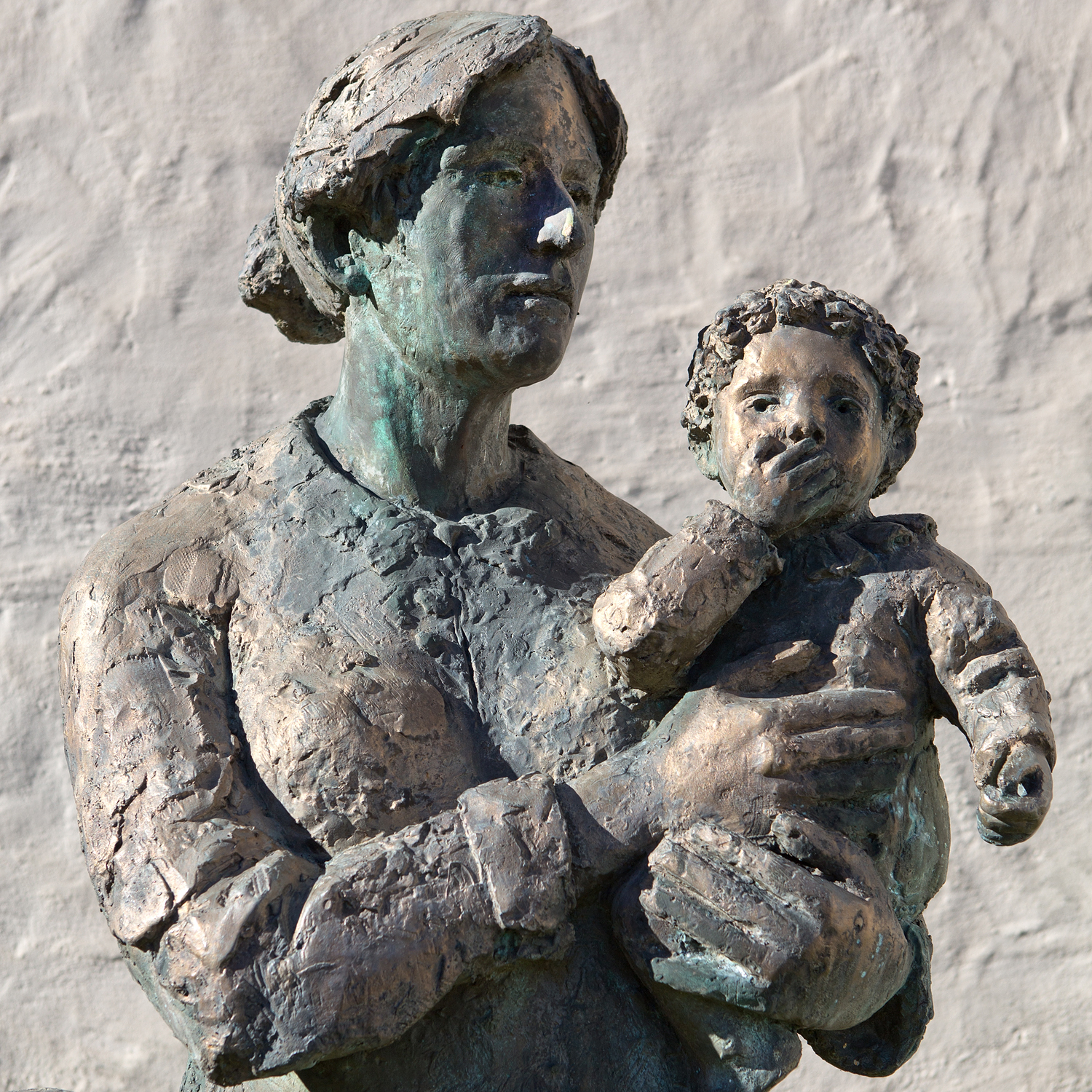
Dorothea-Statue von Rolf Brem aus dem Jahr 1991. Künstlerische Darstellung von Dorothea ohne Bezug auf ihr tatsächliches Aussehen, das mangels zeitgenössischer Darstellungen nicht überliefert ist.

Gemäss der Bruder-Klausen-Stiftung führt die Erlaubnis Dorotheas für Niklaus von Flües Einsiedlerleben dazu, dass Dorothea eine wichtige Rolle zugeschrieben werden müsse. Hin und wieder wurde auch über eine mögliche Heiligsprechung Dorotheas diskutiert.
1991 wurde in Sachseln eine Dorothea-Statue eingesegnet.